# Rio Bom (vattendrag i Brasilien, Paraná, lat -23,93, long -51,73)
Rio Bom är ett vattendrag i Brasilien.   Det ligger i delstaten Paraná, i den södra delen av landet, 1 000 km söder om huvudstaden Brasília.
Trakten runt Rio Bom består till största delen av jordbruksmark. Runt Rio Bom är det ganska glesbefolkat, med 25 invånare per kvadratkilometer.